# SN 2006iw
SN 2006iw – supernowa typu II odkryta 3 października 2006 roku w galaktyce A232119+0015. W momencie odkrycia miała maksymalną jasność 20,40m.